# 里弗塞德鎮區 (伊利諾伊州庫克縣)
里弗賽德鎮區（英語：Riverside Township）是位於美國伊利諾伊州庫克縣的一個行政鎮區。

## 地方資料
根據2010年美國人口普查的數據，里弗賽德鎮區的面積為10.46平方千米，當中陸地面積為10.42平方千米，而水域面積為0.04平方千米。當地共有人口15376人，而人口密度為每平方千米1,469.98人。